# Kazimierz Wilczewski (generał)
Kazimierz Wilczewski (ur. 24 sierpnia 1939 w Dylewie) – polski dowódca wojskowy, generał brygady Wojska Polskiego w stanie spoczynku, dowódca 14 Pułku Artylerii Przeciwpancernego, dowódca 2 Brygady Artylerii, szef Wojsk Rakietowych i Artylerii POW w latach 1988–1990.

## Życiorys
Kazimierz Wilczewski urodził się 24 sierpnia 1939 w Dylewie na Mazowszu. Służbę wojskową rozpoczął w 1959 jako podchorąży Oficerskiej Szkole Artylerii w Toruniu. W 1962 promowany na stopień podporucznika przez gen. broni Z. Huszczę. Rozpoczął zawodową służbę w Choszcznie na stanowisku kierownika sekcji przygotowania danych i pomocnika szefa sztabu w 17 dywizjonie artylerii 20 Brygady Artylerii. W 1968 został dowódcą baterii startowej w 17 da 20 BA. W roku 1969 skierowano go na studia dowódczo–sztabowe w Akademii Sztabu Generalnego. W 1972 rozpoczął służbę w Szefostwie Wojsk Rakietowych i Artylerii Pomorskiego Okręgu Wojskowego w Bydgoszczy. 
W 1975 skierowano go do Kwidzyna, gdzie objął funkcję dowódcy 14 Pułku Artylerii Przeciwpancernego. Dowodzona przez niego jednostka zdobyła tytuł przodującej w WRiA. W 1977 wyznaczony na stanowisko szefa sztabu–zastępcy dowódcy 6 Brygady Artylerii Armat w Toruniu. W 1978 został skierowany na studia w Akademii Sztabu Generalnego Sił Zbrojnych ZSRR. W latach 1980–1988 dowodził 2 Brygadą Artylerii w Choszcznie. Dowodzona przez niego brygada została dwukrotnie wyróżniona przez ministra ON tytułem przodującej. W 1988 powierzono mu obowiązki szefa Wojsk Rakietowych i Artylerii POW, a w listopadzie 1990 zastępcy dowódcy POW ds. Obrony Terytorialnej. W 1991 mianowany na stopień generała brygady przez prezydenta Rzeczypospolitej Polskiej Lecha Wałęsę. Zawodową służbę wojskową zakończył 24 sierpnia 1999.
15 sierpnia 2000 z okazji Święta Wojska Polskiego został uhonorowany listem gratulacyjnym przez prezydenta RP Aleksandra Kwaśniewskiego w związku z zakończeniem służby wojskowej.

## Awanse[2]
- podporucznik – 1962
- porucznik – 1965
- kapitan – 1968
- major – 1974
- podpułkownik – 1977
- pułkownik – 1981
- generał brygady – 1991

## Ordery, odznaczenia i wyróżnienia
- Krzyż Oficerski Orderu Odrodzenia Polski[4]
- Krzyż Kawalerski Orderu Odrodzenia Polski[4]
- Odznaka pamiątkowa 14 Pułku Artylerii Przeciwpancernego – 1975 (ex officio)
- tytuł „Przodujący Oddział” w WRiA[1]
- Odznaka pamiątkowa 2 Brygady Artylerii – 1980 (ex officio)
- dwukrotny tytuł „Przodujący Oddział” w Siłach Zbrojnych RP[2]

i inne